# Carmen Agulló Díaz
María del Carmen Agulló Díaz (Xinzo de Limia, Ourense, 18 de febrer de 1957) és una pedagoga i psicòloga, professora titular de Teoria i Història de l'Educació a la Universitat de València. És una de les investigadores amb major prestigi en l'àmbit espanyol al voltant de la història de l'educació de les dones, especialment en els docents i les docents republicanes, i ha mostrat la seva recerca en els diversos llibres que ha publicat. És també molt reconeguda en aquest àmbit per la seua participació en el documental dirigit l'any 2013 per Pilar Pérez Solano, Las maestras de la República, guanyador del premi Goya a la millor pel·lícula documental el 2014

## Biografia
Agulló és gallega, però viu a terres valencianes des de 1978. Va iniciar els seus estudis a l'Academia Santa Marina de Xinzo de Limia. Va cursar el Batxillerat al Col·legi de les Carmelites d'Ourense i a l'Institut Nacional Femení de Vigo. Va estudiar Pedagogia i Psicologia a la Universidade de Santiago (primera promoció Colexio Universitario de Ourense) i la Llicenciatura de Psicologia a la Universitat Complutense de Madrid i a la Universitat de València. És llicenciada en Psicologia i en Filosofia i Ciències de l'Educació, i doctora en Pedagogia. Va exercir de psicòloga en el gabinet municipal en l'Ajuntament de Llutxent i és professora titular del Departament d'Educació Comparada i Història de l'Educació de la Universitat de València. Imparteix classe a les Facultats de Filosofia i Ciències de l'Educació i de Magisteri, a València i Ontinyent.
La seua labor com a investigadora es dirigeix a recobrar la història de l'educació al País Valencià (sobretot durant el període de la Segona República i el règim franquista), centrant-se també a donar veu a les dones durant la història de l'educació i en la recuperació del patrimoni historicoeducatiu valencià i la defensa de l'educació pública. Entre les seues publicacions destaquen Mestres valencianes republicanes, Una escuela rural republicana, amb el seu company docent Juan Manuel Fernández Sòria; La renovació pedagògica al País Valencià, amb el professor Alejandro Mayordomo Pérez, i Antonia Maymon. Anarquista, maestra, naturista, obra pòstuma de l'escriptora i documentalista bocairentina Pilar Molina Beneyto. El 2020 publicar amb Blanca Juan Mestres de mestres. 150 anys de formació de mestres valencianes, un estudi pioner al voltant de l'Escola Normal Femenina de València.
Actualment, combinant les seues tasques com a investigadora i docent, presideix la Societat d'Història de l'Educació dels Països de Llengua Catalana (filial de l'Institut d'Estudis Catalans), associació fundada l'any 1979. En aquesta societat, ha sigut membre de la comissió organitzadora de les XXII Jornades d'Història de l'Educació i de les huit edicions de les Jornades d'Història de l'educació valenciana. Ha estat membre fundadora i primera presidenta de l'Institut d'Estudis de la Vall d'Albaida (IEVA). El 2016 va ser guardonada amb el premi a la Trajectòria Individual d'Escola Valenciana i el 2017, amb un dels premis Nou d'Octubre que entrega cada any l'Ajuntament d'Ontinyent en reconeixement de l'esforç i l'actitud en benefici de la societat.
Ha col·laborat en diversos documentals, entre els quals els dedicats a les mestres Empar Navarro Giner, Enriqueta Agut Armer, Guillermina Medrano i Empar Granell, emesos per À punt; La primera toga, sobre l'advocada Ascención Chirivella; En el yunque de la desgracia, sobre la mestra Paquita Sanchis, Crònica d'una dona lluitadora, sobre la mestra Carmen Valero, i, dirigits per Pilar Pérez Solano, València, capital de la República i Las maestras de la república.

## Obra publicada[2]
- Agulló Díaz, M. C. (1991). Escola i República: Montaverner (1931-1939). Montaverner: Ajuntament de Montaverner.
- Agulló Díaz, M. C. 1994). Escola i República: la Vall d'Albaida, 1931-1939. València: Diputació de València.
- Agulló Díaz, M. C. (1994). La educación de la mujer durante el franquismo y su evolución en Valencia (1951-1970). València: Universitat de València.
- Agulló Díaz, M. C. i Fernández Sòria, J. M. (1999). Maestros valencianos bajo el franquismo: la depuración del magisterio, 1939-1944. València: Institució Alfons el Magnànim.
- Agulló Díaz, M. C., Espí Espí, V. i Juan Soriano, E.(2001). Memòria de la utopia: CCOO de la Vall d'Albaida. Benicull del Xúquer: 7 i Mig.
- Agulló Díaz, M. C. i Fernández Sòria, J. M. (2002). Los temas educativos en las Memorias del Magisterio Valenciano (1908-1909). València: Universitat de València.
- Agulló Díaz, M. C., Calpe Clemente, V. i Fernández Sória, J. M. (2004). Una escuela rural republicana. València: Universitat de València.
- Agulló Díaz, M. C. i Mayordomo Pérez, A. (2004). La renovació pedagògica al País Valencià. València: Universitat de València.
- Agulló Díaz, M.C i Malonda, Batiste (2005) Valencià a l'escola: memòria i testimoni: Centre d'Estudis i Investigacions Comarcals Alfons el Vell, 2005
- Agulló Díaz, M. C. (2008). Mestres valencianes republicanes: las luces de la República. València: Universitat de València.
- Agulló Díaz, M. C. i Payà Rico, A. (2012). Les cooperatives d'ensenyament al País Valencià i la renovació pedagògica (1968-1976). València: Universitat de València.[14]
- Agulló Díaz, M. C. i Molina Beneyto, P. (2014). Antonia Maymon: anarquista, maestra, naturista. Barcelona: Virus.
- Agulló Diaz, M.C. i Romans Noguera, V. (coord) (2017) 20 mestres del segle XX al País Valencià. València. Edicions 96-Conselleria d'educació, investigació, cultura i esport de la G.V.
- Martorell, M., Marqués, S i Agulló Díaz, M.C. (2019) Pioneres. Història i compromís de les germanes Úriz Pi. Barcelona: edicions Pol·len
- Agulló Diaz, M.C, (2019) Introducció a Dones, educació i treball, de Leonor Serrano. Barcelona: Eumo.
- Agulló Diaz, M.C i Juan Agulló, Blanca (2020) Mestres de mestres.150 anys de formació de les mestres valencianes. València: PUV.
- Agulló Diaz, M.C (2020) Mestres valencianes republicanes. Les llums de la República. Publicacions de la Universitat de València, Col. Enquadres
- Agulló Díaz, M. C., Moreno, Emilia, Pérez Jackie (2021). Josefina Juste. Cinco exilios y una militancia. La linterna sorda.
- Agulló Díaz, M. C. i altres (2021). Afussellats. Mestres i republicans. Perifèric edicions.
- Agulló Díaz, M.C. i altres (2022) Mulleres imprescindibles. Educadoras na vangarda do século XX, Kalandraka.